# Hungert

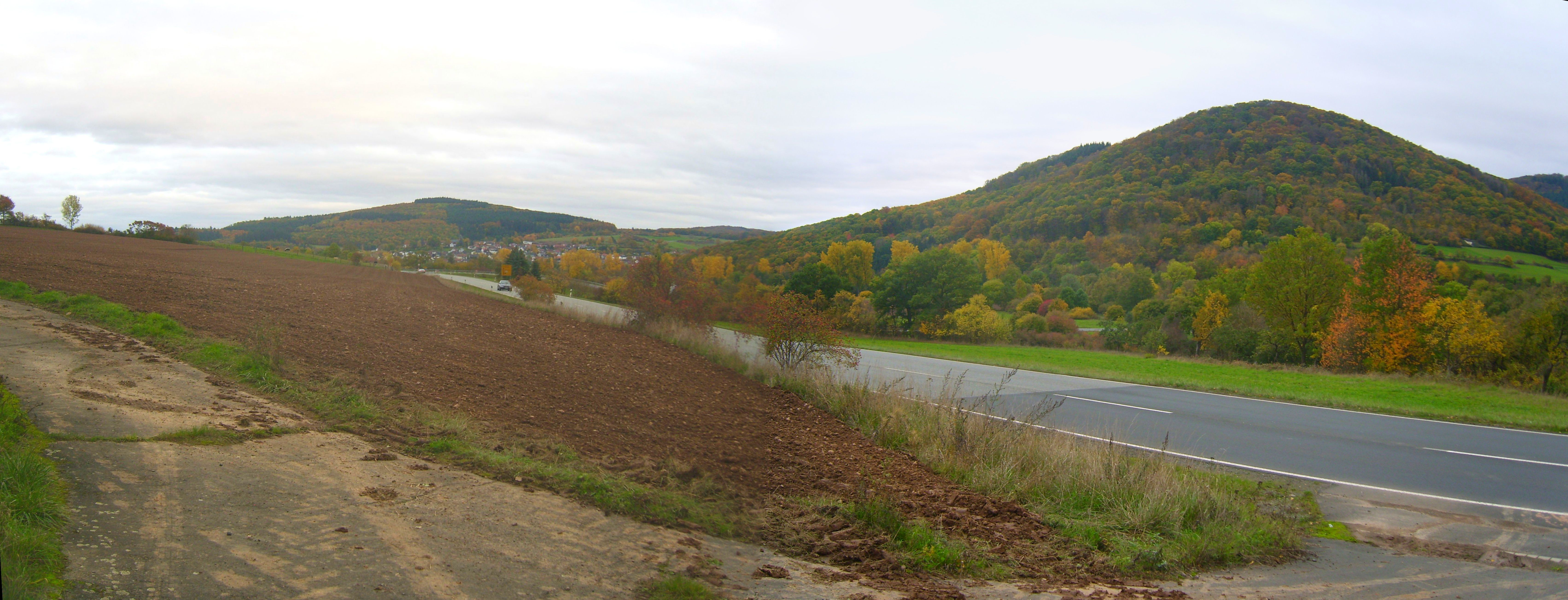
Ansicht von Nordwesten; rechts der Feiselberg

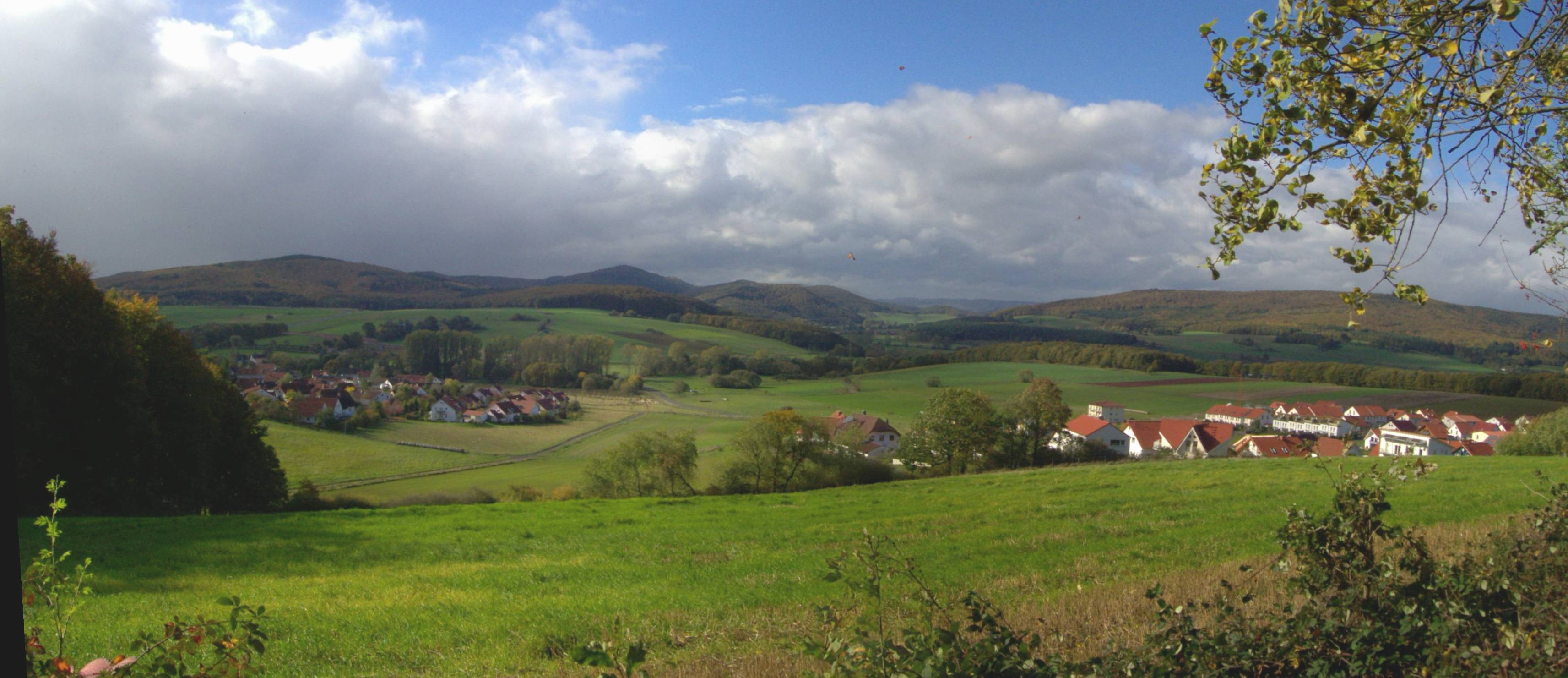
Blick von oberhalb Michelbach-Nords aus auf (v. l. n. r) Hungert (411,5 m), Rimberg (497,1 m), Feiselberg (413 m), Roßberg (ca. 445 m; teils vom Feiselberg verdeckt) und den Wollenberg links der Lahn

Der Hungert ist ein 411,5 m ü. NHN hoher Berg im hessischen Landkreis Marburg-Biedenkopf. Er ist die nordöstlichste der sogenannten Damshäuser Kuppen im Nordosten des Gladenbacher Berglands. Sein Gipfel  liegt etwa 1,2 km südöstlich von Caldern (Gemeinde Lahntal); der Berg liegt im Osten und im Süden auch in äußeren Marburger Stadtteilen.

## Lage
Der Gipfel des Hungert liegt ganz in Calderner Gemarkung, gut 3 km westsüdwestlich von Michelbach, 2,5 km nordwestlich von Dagobertshausen, rund 3 km nordnordwestlich von Elnhausen und 2,4 km ostnordöstlich von Dilschhausen – alles seit der Gebietsreform in den 1970ern Stadtteile von Marburg.
Der Berg steht überwiegend auf Calderner Gemarkung, jedoch liegt die Ostflanke nebst eines fast bis zum Gipfel gehenden Streifens auf Michelbacher und die Südflanke auf Elnhäuser Gemarkung. Nur geringe Anteile am südöstlichen Bergfuß hat Dagobertshausen; von Dilschhausen ist der Berg nicht sichtbar, da er von der Koppe (s. u.) verdeckt wird.

### Umgrenzung
Die bewaldeten Hänge des Hungert beginnen im Nordwesten unmittelbar an der Besiedlungsgrenze Calderns, nach Norden und Nordosten wird der Berg scharf durch die den Ort passiert habende  Landesstraße 3092 begrenzt, die nach Marbach und Marburg weiterführt. Ab dem Kreisel östlich des Bergs, an dem die Kreisstraße 77 Michelbach–Dagobertshausen kreuzt, übernimmt diese in Richtung Dagobertshausen die orographische Grenze, wobei diese sich allerdings von der Bewaldung entfernt und in der Hauptsache in der Elnhausen-Michelbacher Senke liegt. Nach Südwesten trennt der Elnhauser Grund mit dem westlichen, längeren Quellbach des Elnhauser Wassers den Hungert von der Koppe (s. u.).

### Nachbarberge
Westsüdwestlicher Nachbarberg ist der etwa gleich hohe Störner, nominell höchster Berg Marburgs, der allerdings weniger als 30 m Prominenz aufweist und eher als Vor-Gipfel des Rimbergs (497,1 m) anzusehen ist, der 3,2 km westnordwestlich des Hungert liegt. Der Sattel bzw. die Scharte des Hungert (zu Störner und Rimberg) liegt auf etwas über 330 m. Nur 0,3 km südwestlich davon und ziemlich genau am Schnittpunkt der Gemeindegrenze zwischen Lahntal und Marburg mit der Landesstraße 3288 von Caldern nach Dilschhausen liegt die nur minimal höhere (um 335 m) Scharte des südlichen Hungert-Nachbarn Koppe (385,4 m) zum Störner. Die Koppe geht nach Südosten, in Richtung Elnhausen, in den Stackelberg (366 m) über, wobei zwischen beiden noch ein namenloser Gipfel von knapp 370 m Höhe liegt. Da die Scharte zwischen dem Letztgenannten und dem Stackelberg indes nur minimal unter 350 m liegt, handelt es sich letztlich um nur einen Berg.
Nordwestlicher Nachbarberg, hinter Caldern, ist der mit 413 m ebenfalls fast gleich hohe und 2,5 km entfernte Feiselberg. Im Norden flankiert, knapp jenseits der Landesstraße, die auf etwa 210 m über NHN fließende Lahn mit dem Oberen Lahntal den Berg; jenseits des Lahntals ragt der am Gipfel in knapp 4 km Entfernung 474 m erreichende Wollenberg empor.
Der Vogelheerd, mit 370 m höchster Berg des Marburger Rückens, ist im Ostsüdosten bereits 4,7 km entfernt und deutlich durch die flachwelligeren Felder der Elnhausen-Michelbacher Senke abgetrennt. Zwar wird der Hungert in Richtung Westen vom Rimberg und von vielen anderen Bergen des Gladenbacher Berglands deutlich überragt, doch finden sich in Richtung Osten bis Südosten erst in deutlicher Entfernung höhere Berge. Nach Südosten werden erst in knapp 40 km Entfernung am (Unteren) Vogelsberg höhere Höhen erreicht, in Richtung Osten sind höhere Berge (im Knüll) noch weiter entfernt. Bezeichnenderweise ist der Hungert insbesondere Dominanznehmer des über 9 km entfernten Ortenbergs, des mit 380 m höchsten Bergs der Lahnberge, der seinerseits die Dominanz des Vogelheerd, der zwischen ihm und dem Hungert liegt, begrenzt.

## Geomorphologie und Geologie
Der Hungert hat eine deutliche Kegelform, jedoch mit auffallend flachen Hängen und entsprechend stumpfem Gipfelwinkel. Dadurch erinnert er aus der Ferne an die bekannten ägyptischen Pyramiden. Während seine Übergänge zu den Nachbarbergen sehr sanft verlaufen, ist sein äußerster Nordhang zur Lahn auffällig schroff und steil. Obgleich der Berg vor allem mit Rotbuchenwald bewachsen ist, steht an seiner Gipfelspitze ein Fichtenforst, was diese dunkler als den Restberg macht („Pelzmütze“).
Der Hungert liegt nebst Koppe und Stackelberg, wie auch ihr südlicher Nachbar Auersberg (gut 390 m) und nördlich der Lahn der Wollenberg, im geologischen Strukturraum der Hörre-Zone. Es stehen Tonschiefer, Grauwacken, Konglomerate und Kalksteine der Kulm-Fazies an.

## Schutzgebiete
Der Hungert liegt im rechtslahnischen Teil des 9457 ha (= 94,57 km²) großen FFH-Gebiets Lahnhänge zwischen Biedenkopf und Marburg. Es nimmt am Hungert, zwischen Landesstraße Caldern–Marbach und Elnhauser Grund, 270 ha (2,7 km²) ein, davon den Großteil der bewaldeten Fläche und minimale unbewaldete Teile. Nicht enthalten sind rund 21 ha südöstlicher Waldrand und etwa 9 ha am Vorderen Steinloh im äußersten Südsüdosten, womit die zusammenhängende Waldfläche des Bergs auf ziemlich genau 3 km² kommt.
Unmittelbar nordöstlich jenseits der Landesstraße und orographisch zu minimalen Teilen noch am Nordhang des Hungert (zur Lahn) liegt das 37,87 ha große Naturschutzgebiet Lahnknie bei Michelbach, das auch den Südwesthang der nordöstlichen Hungert-Vorhöhe Rote Schneid (302,5 m) enthält.